# Zakopianka (rzeka)
Zakopianka – rzeka, dopływ Białego Dunajca, uznawana za jego środkowy bieg. Górnym biegiem jest Cicha Woda, która zmienia nazwę na Zakopiankę od ujścia potoku Młyniska. Takie jest ujęcie według aktualnego Wykazu wód płynących Polski. Dawniej za początek Zakopianki uznawano ujście potoku Bystra.
Przy ujściu Bystrej łożysko Zakopianki osiąga szerokość 10–15 m i jest hydrotechnicznie uregulowane. W Poroninie na wysokości 735 m n.p.m. w miejscu o współrzędnych 49°20′16,0″N 20°00′05,8″E/49,337778 20,001611 do Zakopianki uchodzi potok Poroniec i od tego miejsca Zakopianka zmienia nazwę na Biały Dunajec.
Główne dopływy: Bachledzki Potok, Bucznik, Bystra, Chyców Potok, Gutowski Potok, Kotelnicki Potok, Olczyski Potok. Zakopianka płynie dnem Kotliny Zakopiańskiej i zasilana jest prawostronnie potokami spływającymi z Tatr, lewostronnie z Pogórza Gubałowskiego. Układ jej dopływów jest korzystny, potoki z lewej i prawej strony uchodzą do Zakopianki naprzemiennie, co zapobiega nakładaniu się fali powodziowej.
Zakopiankę zamieszkują gatunki ryb typowe dla górskich potoków: pstrągi potokowe, głowacze pręgopłetwe, a w dolnym biegu także strzeble potokowe i lipienie. Niekorzystna zabudowa hydrotechniczna samej Zakopianki jak i jej dopływów odcięła ryby od historycznych tarlisk przez co populacja ryb gospodarczo cennych – pstrągów potokowych i lipieni jest utrzymywana głównie sztucznymi zarybieniami.
W górnym biegu jakość wody mieści się w II klasie. Na wysokości osiedla Spyrkówka jakość wody ulega znaczącemu pogorszeniu ( poniżej III klasy jakości ) w związku z niewydolną oczyszczalnią ścieków dla miasta Zakopane.